# فرشفورد، سامرست
فرشفورد (به انگلیسی: Freshford) یک روستا و محله مدنی در بریتانیا است که در باث و سامرست شمال‌شرقی واقع شده‌است. فرشفورد ۵۵۱ نفر جمعیت دارد.